# Марія Арагонська, королева Португальська
Марі́я (ісп. María; 29 червня 1482 — 7 березня 1517) — арагонсько-кастильська інфанта, королева Португалії (1500—1517). Представниця Трастамарського дому. Народилася в Кордові, Кастилія. Донька короля Арагону Фернандо II і королеви Кастилії Ізабели I. Дружина короля португальського короля Мануела I (з 1500). Матір португальських королів Португалії Жуана III й Енріке, імператриці Ізабели, савойської герцогині Беатриси. Померла в Лісабоні, Португалія. Похована у Монастирі єронімітів.

## Імена
- Марі́я Араго́нська (ісп. María de Aragón) — за назвою титулу батька.
- Марі́я Касти́льська (ісп. María de Castilla) — за назвою титулу матері.
- Марі́я Трастама́рська (ісп. María de Trastámara) — за назвою династії.

## Біографія
Марія народилась 29 червня 1482 року в Кордові. Вона була четвертою дитиною та третьою донькою в родині кастильської королеви Ізабелли I та арагонського короля Фернандо II, яким невдовзі Папа Римський Олександр VI дарував титул католицьких монархів. Сестра-близнючка Марії померла при народженні.
Інфанта мала старших сестер Ізабеллу та Хуану, а також брата Хуана. За три роки з'явилась молодша сестра Каталіна.
Марія, як і її сестри, отримала дуже гарну освіту для того часу. Особлива увага приділялась вивченню латини та інших романських мов. Описували інфанту як красиву даму з блакитними очима та світло-русявим волоссям.
Коли дівчина досягла шлюбного віку, батьки сподівалися одружити її з королем Шотландії Яковом IV, оскільки молодша Каталіна призначалася в дружини спадкоємцю англійського престолу Артуру Уельському. Шлюби двох сестер мали зберігати мир між Англією та Шотландією. Проте заручини не відбулися. Після смерті старшої доньки та її маленького сина, Марію віддали за вдівця Ізабелли — короля Португалії Мануела I. Цей шлюб мав закріплювати політичний союз між Іспанськими королівствами та Португалією.
Окрім інших привілеїв та подарунків, Мануел дав нареченій у придане міста Візеу та Торріш-Ведраш.
Весілля відбулося 30 жовтня 1500 року в Алкасер-ду-Салі. Нареченій було 18 років, нареченому — 31. За півтора року у них народився син. Всього ж подружжя було десятеро дітей.
Марія підтримувала чоловіка в зусиллях, спрямованих на знищення ісламських священних міст Мекки та Медини шляхом окупації регіонів, контрольованих мусульманами, та відвоювання християнських святинь, особливо, Єрусалиму. Крім того, схвалювала його спроби по «очищенню» Португалії від євреїв та мусульман.
Померла Марія від ускладнень, пов'язаних із пологами останньої дитини, яка прожила всього лише кілька днів. Королеви не стало 7 березня 1517 року. Поховали її у монастирі Божої Матері (Convento da Madre de Deus) в Лісабоні, згодом тіло було перенесено до монастиря ієронімітів (Mosteiro dos Jerónimos) в Белені.
Мануел пережив її майже на п'ять років. Похований там же.

## Родина
Чоловік — Мануел I (1469—1521), король Португалії (1495—1521)
Діти:
- Жуан III (1502—1557), король Португалії (1521—1557)
- Ізабела (1503—1539) ∞ Карл V, імператор Священної Римської імперії
- Беатриса (1504—1538) ∞ Карло III, герцог Савойський
- Луїш (1506—1555), герцог Безький (1506—1555), конетабль Португалії, пріор Кратський
- Фернанду (1507—1534), герцог Гуардський (1530—1534)
- Афонсу (1509—1540), кардинал (1517), архієпископ Лісабонський (1523—1540)
- Марія (1511—1513), померла дитиною
- Енріке (1512—1580), кардинал (1547—1580), король Португалії (1578—1580)
- Дуарте (1515 —1540), герцог Гімарайнський (1537—1540)
- Антоніу (1516), помер немовлям